# The King and I (Jack Jersey)
The King and I is een muziekalbum van Jack Jersey uit 1979. Op het album zijn alleen covers te horen van de rock-'n-roll-zanger Elvis Presley.
Het album stond 6 weken in de LP top 50, met nummer 29 als hoogste notering. In de lijst van Veronica piekte het op nummer 25.
Op de albumhoes is een brief afgedrukt waarin de zanger aangeeft veel verzoeken te hebben gehad om met een Elvis-album te komen. Daarnaast is nog een brief van Johan Giezen van de Nederlandse Elvis-fanclub te zien. Het is een steunbetuiging aan het album, waarvan Giezen aangeeft te geloven dat Jack Jersey hier veel Elvis-fans een plezier mee doet.

## Nummers
| Nr. | naam                          | schrijver                                      | duur |
| --- | ----------------------------- | ---------------------------------------------- | ---- |
| A1  | Suspicious minds              | Mark James                                     | 3:08 |
| A2  | She's not you                 | Doc Pomus, Jerry Leiber en Mike Stoller        | 2:02 |
| A3  | A lot of livin' to do         | Aaron Schroeder en Ben Weisman                 | 2:31 |
| A4  | Don't                         | Jerry Leiber en Mike Stoller                   | 2:59 |
| A5  | His latest flame              | Mort Shuman en Doc Pomus                       | 2:09 |
| A6  | Surrender                     | Ernesto de Curtis, Doc Pomus en Mort Shuman    | 1:39 |
| B1  | Sentimental me                | James T. Morehead, James Cassin en Jump Nickel | 2:45 |
| B2  | Tonight is all right for love | Joseph Lilley, Abner Silver en Sid Wayne       | 2:41 |
| B3  | There goes my everything      | Dallas Frazier                                 | 3:34 |
| B4  | Devil in disguise             | Bill Giant, Bernie Baum en Florence Kaye       | 2:24 |
| B5  | Love me tender                | Elvis Presley en Vera Matsen                   | 3:08 |
| B6  | Don't be cruel                | Otis Blackwell en Elvis Presley                | 1:38 |